# Alessandro Gagliano
Alessandro Gagliano (Nápoly, 1660 – Nápoly, 1728) olasz lantkészítő, a Gagliano családi műhely megalapítója.

## Élete
Nevéhez fűződik a zene és különösen az olyan hangszerek előállítása, mint a lant és egyéb húros hangszerek. Ő volt a Gagliano tekintélyes lantkészítők dinasztiájának őse.
A róla szóló életrajzi információk ellentmondásosak: egyes források, például Giovanni De Piccolellis zenész és zenetörténész 1885-ös Ősi és modern lantkészítők című művében, megerősíti, hogy egy véres cselekmény után megszökött Nápolyból, és hogy Cremonába költözött, ahol Stradivari növendéke volt; másrészről, a bázeli M. Baumgartner lantkészítő szerint Gagliano a milánói Grancini testvérek tanítványa volt.
Miután elhagyta Cremonát, Gagliano visszatért Nápolyba, ahol fiait, Gennarót és Nicolòt is be tudta vonni munkájába.
1695-től megkezdte hangszereinek gyártását, amely kiemelkedett a fa minőségével és szépségével, valamint a kivitelezés optimalizálásával. Hangszerei különösnek és eredetinek bizonyultak a család többi tagja által készítettekhez képest, különösen az anyagok, a jellegzetes világossárga vagy sötétvörös lakk, a csiga alakja és a nagy f-lyuk szempontjából. 
Gagliano különböző méretű és mindig kiváló hangminőségű hangszereket készített.
Hangszereinek hiteles példányai ma már meglehetősen ritkán lelhetők fel jó állapotban; azonban vannak hegedűk, brácsák és csellók, amelyek túlélték a harmadfél évszázadot.
Fiai, Nicolò és Gennaro is folytatták apjuk vállalkozását, értékes és megbecsült hangszereket készítettek.

Alessandro Gagliano tipikus címkéje:
Alexandri [Alessandro] Gagliano
Alumnus Antonio Stradivarius
fecit 1722

## Bibliográfia
- Giovanni De Piccolellis. Liutai antichi e moderni (1885)
- A. Bonaventura. Violini, violinisti, musica per violino (1925)
- E. Santoro. Oltre Stradivari (1991)